# Segunda Expedición Antártica Alemana

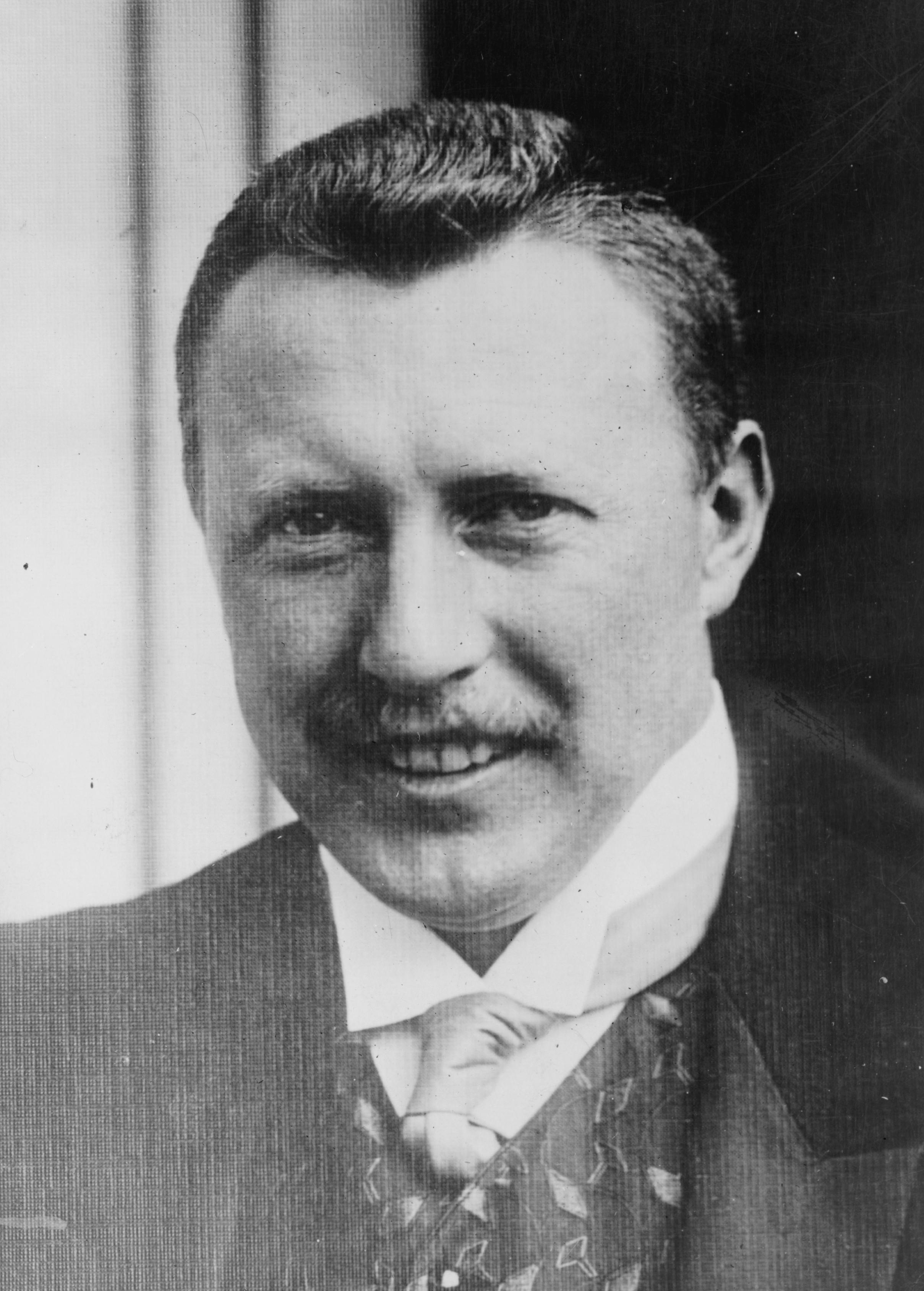
Wilhelm Filchner.

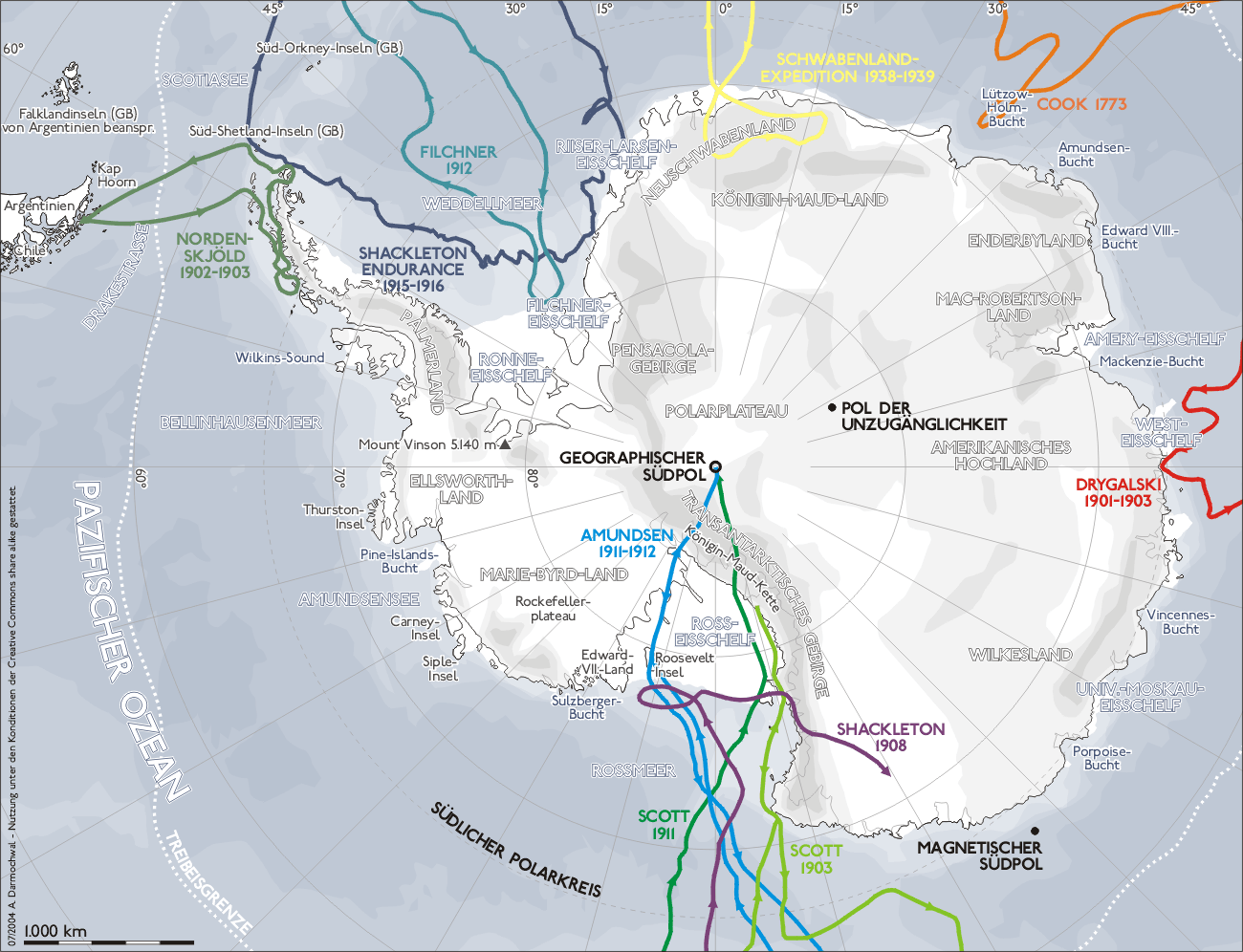
Curso de la expedición de Filchner.

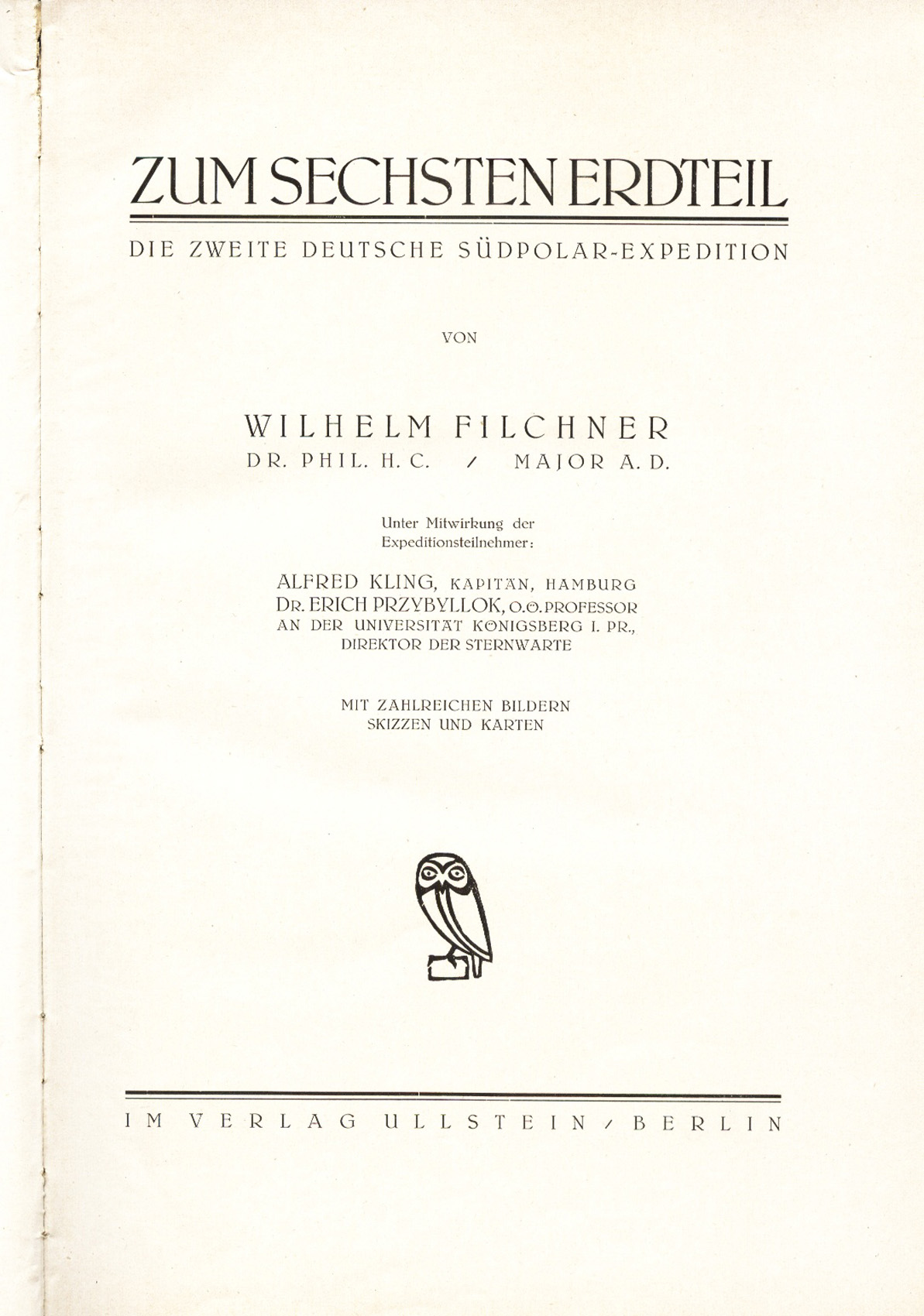
Libro de Filchner sobre la expedición.

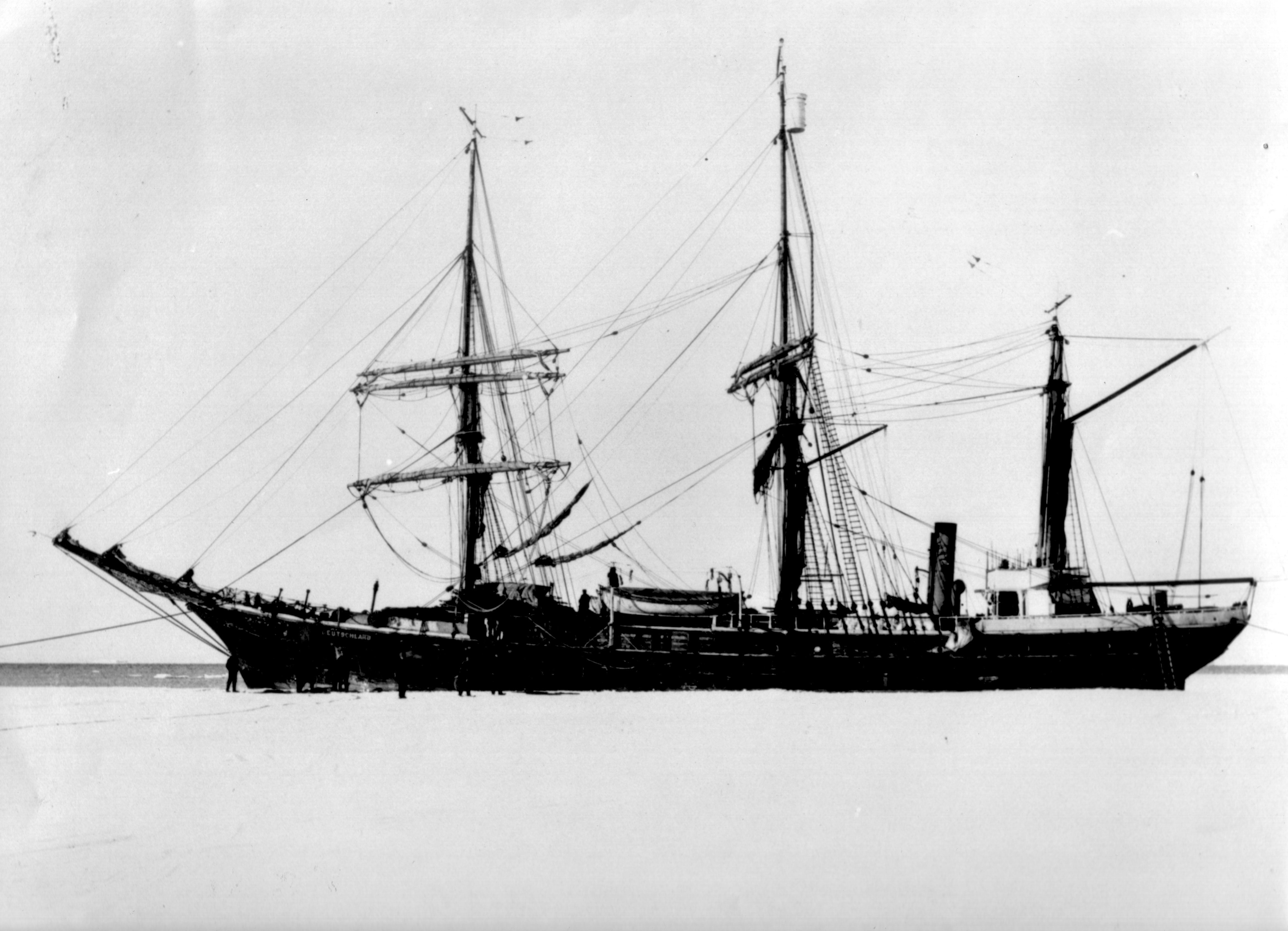
El Deutschland.

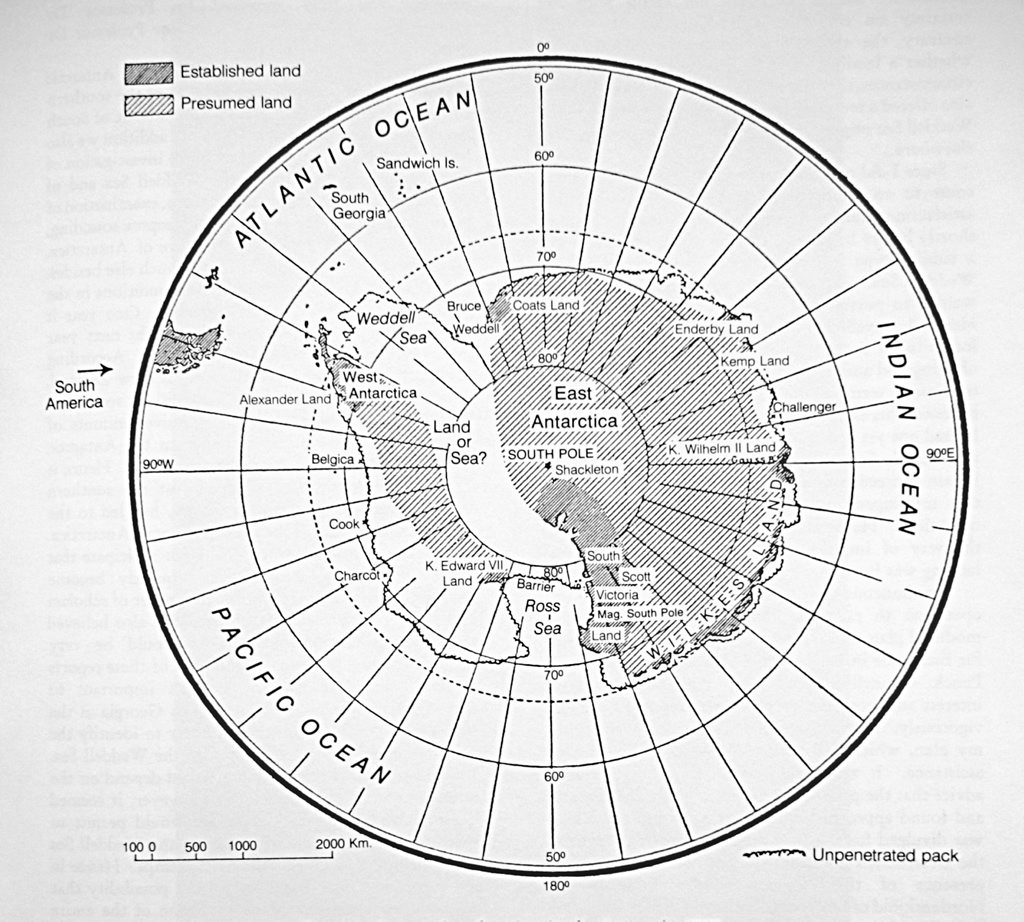
Estrecho hipotético entre el oeste y el este de la Antártida de acuerdo con las opiniones de 1910. Las áreas exloradas del continente están sombreadas, las áreas grises están identificadas por la región estudiada por Shackleton y Scott. El color blanco indica casquete de hielo.

La Segunda Expedición Antártica Alemana (en alemán: Zweite Deutsche Antarktisexpedition) fue un viaje de investigación cuyo objetivo era realizar el primer cruce de la Antártida por vía terrestre en su lugar más angosto, desde el mar de Weddell hasta el mar de Ross. Fue liderada por el geofísico Wilhelm Filchner entre 1911 y 1913. El nombre del barco de la expedición era el Deutschland. El patrón de la expedición fue el antiguo príncipe regente Leopoldo de Baviera (Luitpold). Fueron financiados por donaciones privadas y por el producto de una lotería estatal especial.

## Preparativos

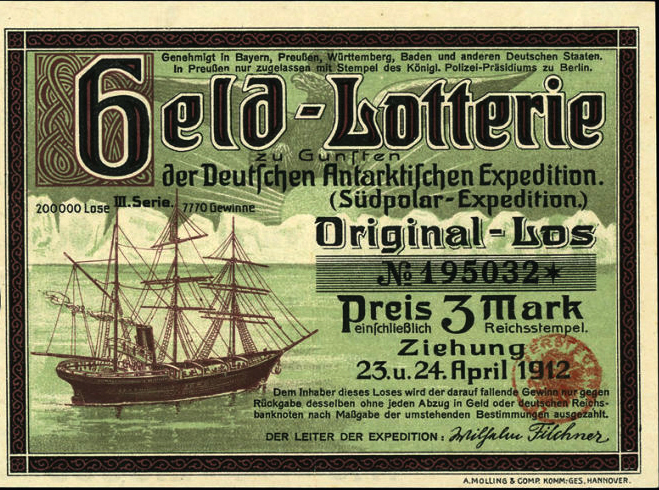
Un billete de lotería de 3 marcos, sorteado el 23 y 24 de abril de 1912, fue emitido para financiar la Expedición Antártica Alemana, liderada por Wilhelm Filchner. El billete, con el número 195032, presenta el barco de la expedición, el carguero Alemania en el mar y un iceberg de fondo. Incluye la firma facsimilar de Filchner y fue impreso por A. Molling & Comp. en Hannover. La expedición, que buscaba cruzar la Antártida, tuvo lugar entre 1911 y 1913 y fue parte de los esfuerzos alemanes en la exploración polar.

La primera expedición alemana a la Antártida, más conocida como Expedición Gauss (1901-1903) fue una expedición dirigida por Erich von Drygalski, un profesor de geología y veterano del Ártico, a bordo del barco Gauss.
Filchner lideró una expedición a través del Tíbet entre 1903 y 1905 y al regresar a Alemania comenzó a trabajar en la organización de una expedición alemana a la Antártida. Los expedicionarios buscaban probar o refutar la hipótesis de un estrecho entre el este y el oeste de la Antártida, formulado por varios exploradores polares como Erik Nordenscheld y Clements Markham. 
El 5 de marzo de 1910 Filchner anunció oficialmente sus planes de ir a la Antártida y fundó la "Comisión de la expedición antártica alemana" (Komitee für die Deutsche Antarktische Expedition) para su financiación. El principal asesor de la expedición fue el explorador polar británico Ernest Shackleton. Por recomendación suya, se compró la barca ballenera noruega Bjorn (44,9 m de longitud, 344 toneladas de desplazamiento), que se reconstruyó en febrero-abril de 1911 en los astilleros de Hamburgo. El barco fue nombrado Deutschland. 
Como nadie, incluido Filchner, tenía alguna experiencia polar entre los miembros del equipo científico de la expedición, en 1910 se realizó un breve viaje a Svalbard. Involucró a 6 personas que debían hacer el viaje a la Antártida. De éstos, solo dos participaron en la expedición: Erich Barkow y Erich Przybyllok, el tercero, el Dr. Heinrich Seelheim, dirigió la expedición en ruta a Buenos Aires.

## Viaje a Buenos Aires y a las Georgias del Sur
Tras una expedición de entrenamiento a Svalbard, el 4 de mayo de 1911 zarparon de Bremerhaven en el Deutschland con rumbo a la Antártida. Filchner permaneció en Alemania para resolver asuntos de la expedición y luego viajó a Buenos Aires en un crucero. El viaje a Buenos Aires duró 4 meses, su principal objetivo fue la investigación oceanográfica. El trabajo en el estudio del plancton fue realizado por Hans Lohmann, quien, debido a desacuerdos con Heinrich Seelheim y con Richard Vahsel (capitán del Deutschland), desembarcó en Pernambuco y renunció a la expedición. El 7 de septiembre, el equipo llegó a la capital argentina, donde Seelheim también renunció. En Buenos Aires, llevaron a bordo perros de trineo de Groenlandia llegados para la expedición. 
Después de la parada intermedia para complementar los suministros en Buenos Aires, donde subió a bordo el jefe de la expedición, inició su curso hacia las islas Georgias del Sur el 4 de octubre de 1911, a las que llegó el 18 de octubre de 1911. En el camino a Grytviken, una de las tareas fue buscar la isla fantasma Dinklage, supuestamente descubierta en 1854 en algún lugar entre 45-49° S y 27-35 ° O. Sin embargo, el estudio de esta área del océano se interrumpió debido a la enfermedad del médico del barco, Ludwig Kohl, quien tuvo un ataque agudo de apendicitis. Fue operado en el mar por un segundo médico, Wilhelm Gödel, y fue necesario ir urgentemente a la isla Georgia del Sur, donde el equipo fue muy bien recibido por los balleneros noruegos. En Grytviken, el equipo alemán se quedó durante 48 días. Después de las reuniones con el jefe de los balleneros, Carl Anton Larsen, Filchner desarrolló un programa de investigación sobre las islas Sandwich del Sur, para probar la hipótesis de si están relacionadas geológicamente con otras islas entre Sudamérica y África. El viaje de 300 kilómetros casi no dio resultados debido a tormentas continuas. El 11 de noviembre, un tercer oficial Walter Schlossarchchek (operador de radio a tiempo parcial) se suicidó, lo que hizo que el clima moral a bordo fuera casi insoportable.

## Desarrollo de la expedición
Después de una estancia de investigación de 48 días en Grytviken, donde ya se habían realizado extensas investigaciones sobre diversos temas científicos, el 11 de diciembre de 1911 el barco tomó 130 toneladas de carbón en la estación del muelle de Husvik y partió hacia el mar de Weddell. Fue la primera expedición que entró al mar de Weddell luego de que fuera descubierto por James Weddell más de 80 años antes. A bordo había 75 perros y 8 caballos. Inicialmente fueron rumbo al sur, y encontraron hielo pesado a la latitud 57° 30' S. A partir de 62° S el progreso fue muy difícil, las áreas de aguas abiertas fueron reemplazadas por campos densos de hielo. El 29 de enero de 1912 vieron la costa antártica a 74° 15' S. El mar estaba libre de hielo todo este tiempo. La expedición realizó el relevo del personal del Observatorio de las Orcadas del Sud. 
El 30 de enero de 1912 la tripulación del Deutschland descubrió una región previamente desconocida en el sur de la Tierra de Coats, a la que Filchner le dio el nombre del patrón de la expedición Prinzregent-Luitpold-Land (hoy costa Confín o costa Luitpold). Allí el barco alcanzó el punto más al sur de su viaje. El 31 de enero de 1912 los investigadores avistaron una barrera de hielo a 77° 45' S en la frontera sur del mar de Weddell. Esta barrera de hielo fue denominada Wilhelm II en homenaje al emperador Guillermo II de Alemania pero hoy se la denomina barrera de hielo Filchner-Ronne. Se denominó Vahselbucht (bahía de Vahsel) a una bahía en homenaje a Richard Vahsel, capitán de la expedición que luego murió en el mar de Weddell debido a una enfermedad. El 9 de febrero iniciaron en la bahía de Vahsel la construcción de una base para el invierno, pero a punto de concluir el 17 de febrero, de repente una parte de la plataforma de hielo se desprendió y cayó al mar. El edificio sufrió graves daños y el Deutschland tuvo que dirigirse a una distancia segura. El equipo de la estación fue abandonado, pero se pudo recuperar y fue devuelto al barco con la ayuda de los botes. El reconocimiento de hielo mostró que estaba plagado de grietas. Otros intentos de establecer la base en la plataforma de hielo no tuvieron éxito y los investigadores tuvieron que permanecer en el barco.
El Deutschland pasó el invierno siguiente a pesar de la capa de hielo del mar de Weddell, que hizo que derivara hacia el oeste y norte. Los investigadores lograron realizar en forma rutinaria sobre el hielo una serie de observaciones y mediciones. No lograron establecer una base en la costa desde la cual iniciar su viaje transcontinental y después de permanecer atrapados en el hielo del mar de Weddell entre el 6 de marzo de 1912 y el 26 de noviembre de 1912 regresaron a las Georgias del Sur en diciembre de 1912.
Durante su deriva en el mar de Weddell Filchner investigó la existencia de Nueva Groenlandia del Sur, una supuesta costa vista por el capitán Benjamin Morrell en 1823, durante un viaje. Filchner emprendió un viaje de 40 millas para confirmar o negar su existencia. El 23 de junio de 1912 a una temperatura de -39 ° Filchner, Kling y König en dos trineos con 16 perros, partieron en un viaje con un suministro de provisiones para tres semanas. Después de pasar 31 millas en hielo, alcanzaron los 70° 33′ S 44° 48′ O, pero no encontró ningún signo de tierra. Concluyó que Morrell había visto un espejismo.
En Grytviken Filchner declaró que la expedición había terminado. Esta disolución de la expedición se debió a que durante el viaje a la deriva de nueve meses hubo tensiones entre los miembros de la expedición, por lo que la continuación de lo originalmente planificado se había vuelto ilusorio. A pesar de esta situación y de que no pudo lograrse realizar la expedición planificada, la expedición se considera exitosa ya que Filchner y su equipo recogieron grandes cantidades de datos científicos y descubrieron la barrera de hielo Filchner-Ronne y la costa Luitpold, que fueron importantes nuevos conocimientos sobre la topografía de la Antártida.
Debido a la Primera Guerra Mundial, los resultados científicos de la expedición se publicaron con gran retraso, y los detalles de la relación de los miembros del equipo de Filchner se hicieron públicos solo en la década de 1950.

## Científicos participantes de la expedición
- Wilhelm Filchner (1877-1957), director de la expedición
- Erich Barkow (1882-1923), meteorólogo
- Wilhelm Brennecke (1875-1924), oceanógrafo
- Fritz Heim (1887-1980), geólogo
- Alfred Kling, navegante. Después de la disolución de la expedición en diciembre de 1912, se hizo cargo del Deutschland como capitán en Grytviken.
- Felix König (1880-1945), alpinista
- Ludwig Kohl (1884-1969), médico de la expedición. Tuvo que ser dejado en Grytviken en 1911 y Wilhelm von Goeldel asumió su función.
- Hans Lohmann (1863-1934), biólogo marino y zoólogo.
- Erich Przybyllok (1880-1954), geomagnetista y astrónomo
- Heinrich Seelheim (1884-1964), geógrafo.
- Willi Ule (1861-1940), geógrafo y limnólogo